# 菜園小魚

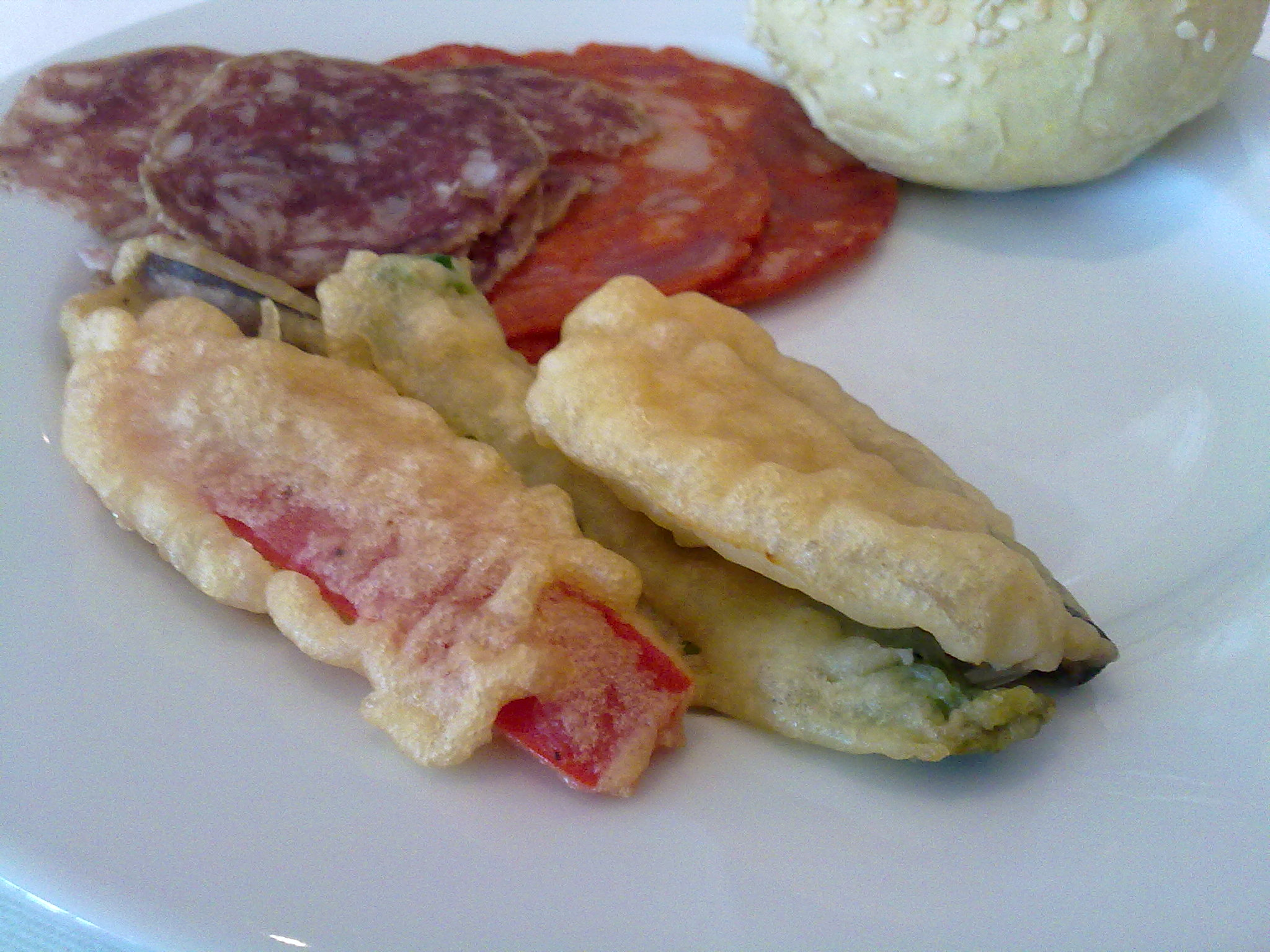
菜園小魚在白色盤子裡的樣子，與天婦羅極度接近。

菜園小魚，又譯葡式天婦羅，是葡萄牙的一道家常菜，起源於葡萄牙的里斯本和塔霍河谷地區。
傳統上，菜園小魚外面裹的是由綠豆莢粉末加水而變成的麵糊，但到了現代可以直接用玉米澱粉、馬鈴薯澱粉代替。一般最常油炸的是蝦子和蟹腿，都要去殼才能炸，但也可以與其它蔬菜搭配，常見的有南瓜、青椒、黃椒、茄子和荷蘭豆。
菜園小魚由葡萄牙航海家安東尼奧·達·莫塔、弗朗西斯科·澤莫托和安東尼奧·佩肖托在16世紀引進日本的，這些航海家於1543年停靠在日本的種子島，並且利用該島週邊的魚類和蔬菜製作菜園小魚。日本人在和葡萄牙航海家接觸後，積極向航海家學習西方文化，並允許葡萄牙的傳教士在種子島一帶傳授基督教的知識，菜園小魚這道菜就是在這個時候被日本農民學會的。葡萄牙語中的“高溫度”寫為“temperaturas”，這個發音在日本漢字中可寫成“天婦羅”，因此日式炸物天婦羅就此誕生，並在20世紀成為日本料理中的代表菜之一。

## 關聯條目
- 葡萄牙飲食
- 天婦羅
- 博野炸魚

## 引用文獻
1. ↑  . Priberam Informática（S.A，Dicionário Priberam）. 2021-12-12  [2024-01-01]. （原始内容存档于2024-01-01） （葡萄牙语）.
2. ↑  . Infopédia- Dicionários Porto Editora. 2021-12-12  [2024-01-01]. 原始内容存档于2024-01-01 （葡萄牙语）.
3. ↑  Turismo de Portugal, I.P. (编). . Delfim. 2010: 10～77. ISBN 978-989-96301-3-0 （葡萄牙语）.
4. ↑  Temas e Debates (编). . Rosa-Limpo（Berta）. 1952: 46～1192  [2024-01-01]. ISBN 9789896441272. （原始内容存档于2023-07-30） （葡萄牙语）.
5. ↑  . Notícias ao Minuto. 2021-07-05  [2024-01-01]. （原始内容存档于2024-01-01） （葡萄牙语）.
6. ↑  . Observador. 2021-12-12  [2024-01-01]. （原始内容存档于2024-01-01） （葡萄牙语）.
7. ↑  Takashi (编). . Moried（web.archive.org）. 2008-01-10  [2024-01-01]. 原始内容存档于2008-01-10 （葡萄牙语）.
8. ↑  http://www.japan-guide.com/r/e106.html （页面存档备份，存于） （英文）
9. ↑  http://www.geocities.com/tokyo/teahouse/5555/tempura.htm （页面存档备份，存于） （英文）
10. ↑  http://www.bento.com/re_temp.html （页面存档备份，存于） （英文）
11. ↑  David Farley. . BBC中文. 2017-09-14  [2024-01-13]. （原始内容存档于2021-02-15）. 人们通常在大斋节 (Lent) 或四季节 (Ember) 享用"炸菜園小魚"（"天麸罗"(Tempura)这个词来自拉丁语"tempora"，用以指禁食的时间），因为教会规定，这段时间天主教徒不能吃肉。阿维列斯说："所以我们把像青豆一样的蔬菜粘面糊油炸。如果你不能吃肉，这就是很好的替代品。"

## 外部鏈接
- 葡萄牙烹飪網站上的菜園小魚做法 （页面存档备份，存于）